# Lana Del Ray a.k.a. Lizzy Grant
Lana Del Ray a.k.a. Lizzy Grant ist das Debütalbum der US-amerikanischen Popsängerin Lana Del Rey.

## Entstehung und Artwork
Komponiert wurden alle Lieder von Lana Del Rey, teilweise in Kooperation mit David Kahne. Alle Titel wurden von David Kahne produziert. Dieser wurde von Del Rey bewusst ausgewählt, weil er ein Musiker mit einer großen Integrität sei, der nicht nur einfache Popmusik macht. Das Album wurde unter dem Musiklabel 5 Points Records veröffentlicht. Die Marketingarbeiten wurden von Del Reys Vater Robert Grant getätigt. Auf dem Cover des Albums ist – neben Künstlernamen und Albumtitel – der Oberkörper Del Reys, vor einer beigen Wand, zu sehen. Das Coverbild und die Bilder aus dem Begleitheft wurden bereits 2008, von der Fotografin und Schwester Del Reys, Caroline „Chuck“ Grant geschossen.

## Veröffentlichung und Promotion
Die Erstveröffentlichung des Albums fand am 4. Januar 2010, als digitale Veröffentlichung, in den Vereinigten Staaten statt. Das Album besteht aus zehn neuen Studioaufnahmen und drei bereits zuvor veröffentlichten Studioaufnahmen. Das Album war im US-amerikanischen iTunes Store zu erwerben, wurde jedoch nach kurzer Zeit wieder vom Markt genommen. In einem Interview mit BBC News am 27. Januar 2012 berichtete Del Rey, dass das Album vom Markt genommen werden musste, weil das Independent-Label nicht in der Lage war, die Veröffentlichung zu finanzieren. Gleichzeitig verriet sie, dass sie die Rechte an ihrem Album zurückgekauft habe und das Album Ende 2012 wieder veröffentlichen könne. Anstatt der Wiederveröffentlichung dieses Albums veröffentlichte Del Rey stattdessen eine neue EP mit dem Namen Paradise. Bis heute wurde das Album nicht wieder auf den Markt gebracht. Ebenfalls wurde bis heute keine Single aus dem Album offiziell ausgekoppelt.

## Titelliste
Alle Liedtexte sind komplett in der englischen Sprache verfasst. Musikalisch bewegen sich die Songs im Bereich des Pop, des Indie-Pop, des Trip-Hop und des Sadcore. Bereits zwei Jahre zuvor veröffentlichte Del Rey unter dem Pseudonym „Lizzy Grant“ eine EP mit dem Namen Kill Kill. Auf dieser sind bereits die Lieder Gramma (Blue Ribbon Sparkler Trailer Heaven), Kill Kill und Yayo zu finden. Das Lied Yayo wurde zwei Jahre später ein drittes Mal auf der Paradise EP veröffentlicht.
| #  | Titel                                        | Autor(en)                    | Produzent(en) | Länge |
| -- | -------------------------------------------- | ---------------------------- | ------------- | ----- |
| 1  | Kill Kill                                    | Elizabeth Grant              | David Kahne   | 3:59  |
| 2  | Queen of the Gas Station                     | Elizabeth Grant              | David Kahne   | 3:06  |
| 3  | Oh Say Can You See                           | Elizabeth Grant              | David Kahne   | 3:42  |
| 4  | Gramma (Blue Ribbon Sparkler Trailer Heaven) | Elizabeth Grant, David Kahne | David Kahne   | 3:50  |
| 5  | For K Part 2                                 | Elizabeth Grant              | David Kahne   | 3:26  |
| 6  | Jump                                         | Elizabeth Grant              | David Kahne   | 2:53  |
| 7  | Mermaid Motel                                | Elizabeth Grant              | David Kahne   | 4:01  |
| 8  | Raise Me Up (Mississippi South)              | Elizabeth Grant              | David Kahne   | 4:24  |
| 9  | Pawn Shop Blues                              | Elizabeth Grant              | David Kahne   | 3:28  |
| 10 | Brite Lites                                  | Elizabeth Grant              | David Kahne   | 3:00  |
| 11 | Put Me In a Movie                            | Elizabeth Grant              | David Kahne   | 3:15  |
| 12 | Smarty                                       | Elizabeth Grant              | David Kahne   | 2:51  |
| 13 | Yayo                                         | Elizabeth Grant              | David Kahne   | 5:42  |

## Mitwirkende
- Lana Del Rey: Gesang, Komponist
- Caroline Grant: Fotograf (Cover)
- Robert Grant: Marketing
- David Kahne: Komponist, Produzent

- 5 Points Records: Musiklabel

## Rezeption
Bis heute konnte sich das Album in keinen Charts der Welt platzieren, auch genauere Details zu den verkauften Exemplaren sind nicht bekannt.